# Manalmedu
Manalmedu is een panchayatdorp in het district Mayiladuthurai van de Indiase staat Tamil Nadu. 

## Demografie
Volgens de Indiase volkstelling van 2001 wonen er 9.254 mensen in Manalmedu, waarvan 51% mannelijk en 49% vrouwelijk is. De plaats heeft een alfabetiseringsgraad van 74%. 